# Una pistola a l'alba
Una pistola a l'alba (títol original en anglès:  Great Day in the Morning) és una pel·lícula estatunidenca dirigida per Jacques Tourneur, estrenada el 1956. Ha estat doblada al català.

## Argument[2]
1861. Owen Pentecost, un pistoler sense escrúpols, arriba a Denver (Colorado), al mateix temps que Ann Merry Alaine, que va a obrir-hi una botiga de roba. Owen es converteix en l'amo d'un hotel després de guanyar una partida de cartes. Ann coneix Boston, que treballa en el saloon. Les dues dones es comencen a enamorar d'Owen, però aquest últim només és allà per a l'or dels confederats...Conflictes que tenen lloc abans de la guerra de Secessió (1861-1865). Finalment, el començament de la guerra situa Owen davant d'un difícil dilema, pel seu origen del sud.

## Repartiment
- Virginia Mayo: Ann Merry Alaine
- Robert Stack: Owen Pentecost
- Ruth Roman: Boston Grant
- Alex Nicol: Capità Stephen Kirby
- Raymond Burr: Jumbo Means
- Leo Gordon: Zeff Masterson
- Regis Toomey: pare Murphy
- Carleton Young: Coronel Gibson
- Donald MacDonald: Gary John Lawford
- Peter Whitney: Phil
- Dan White: Rogers

## Producció
- Segons els diaris de l'època,[3] el productor Edmund Grainger s'havia posat en contacte amb Richard Burton pel paper d'Owen Pentecost, després havia considerat William Powell o Robert Mitchum per interpretar Owen, Joe E. Brown per fer de Murphy, i Shelley Winters i Grace Kelly per als papers de Boston i Ann.